# Дубровин, Модест Михайлович
Модест Михайлович Дубровин (1837—1918) — русский контр-адмирал.

## Биография
Воспитывался в Александровском кадетском корпусе для малолетних в Царском Селе, с 23 августа 1849 года — в Морском кадетском корпусе. Окончив корпус в 1854 году, гардемарином начал службу на винтовой лодке «Красный». Вскоре, 4 августа 1855 года, вместе с другими пятью русскими канонерскими лодками «Красный» вступил в бой у Толбухина маяка с английским 60-пушечным фрегатом и двумя батарейными пароходами.
С 14 мая 1856 года Дубровин стал мичманом. 26 августе 1859 года был переведён в Сибирскую флотилию. Плавал на винтовом корвете и транспорте по Японскому морю, Татарскому проливу и русским портам Тихого океана и 17 апреля 1862 года был произведён в лейтенанты.
В 1863 году возвращён на Балтику, где плавал на винтовой лодке «Горностай», винтовой шхуне «Секстан» и канонерской лодке «Соболь». На фрегате «Дмитрий Донской» в 1867—1870 годах участвовал в заграничном плавании. В 1870—1871 годах — старший офицер корвета «Воевода».
Получив 1 мая 1872 года чин капитан-лейтенанта, служил на судах Учебно-артиллерийского отряда.
Назначен с 20 февраля 1878 года командиром только что построенного на Невском судостроительном заводе парусно-винтового клипа «Разбойник», а с 22 мая 1879 года командовал броненосной лодкой «Русалка»; 1 января 1881 года получил чин капитана 2-го ранга. Вместе с назначением 1 января 1886 года командиром броненосного фрегата «Адмирал Грейг» был произведён в чин капитана 1-го ранга, а 24 февраля того же года получил в командование крейсер «Генерал-Адмирал». С 7 марта 1888 до 1 января 1890 года командовал фрегатом «Адмирал Спиридов», с 6 марта 1889 года исполняя также обязанности командира 6-го флотского экипажа. С 1 октября 1891 по 30 августа 1893 года был командиром 2-го флотского экипажа. Вышел в отставку в 1894 году: 31 января уволен от службы с чином контр-адмирала, пенсией и мундиром.
С 1908 года жил в Гатчине в доме № 11 по Берёзовой улице, которую в мае 1913 года переименовали в Гернетовскую. Скончался 28 октября 1918 года. Похоронен в Гатчине, на Новом кладбище.

## Награды
- орден Св. Станислава 3-й степени (08.07.1868);
- орден Св. Анны 3-й степени (01.01.1871); 2-й степени (01.01.1874);
- орден Св. Владимира 4-й степени с мечами и бантом (22.09.1882); 3-й степени (21.04.1891).

Кроме того, с марта 1881 года получал ежегодное вознаграждение в сумме 450 рублей за долговременное командование судами 1-го и 2-го ранга.

## Семья
Был дважды женат. Первая жена — Мария Карловна Гестеско, вдова капитана 2-го ранга Евгения Гестеско. От первого брака у неё было три сына: Карл Евгеньевич Гестеско (1865—1941), умер с женой и дочерью в блокадном Ленинграде; Евгений Евгеньевич Гестеско  (31.12.1868 — 23.02.1918) — капитан I ранга, убит в Ризе (на Дунае) во время расправы над офицерами; Николай Евгеньевич Гестеско (1870—1928), умер в эмиграции. Все сыновья были морскими офицерами.
Вторым браком венчался в Николаевской церкви при ремесленном училище цесаревича Николая в Санкт-Петербурге 29 апреля 1907 года с домашней учительницей Ираидой Евфимиевной Мурзиной, 40 лет, которая скончалась в 1920 году.
Своих детей М. М. Дубровин не имел.